# Віла-Реальська діоцезія

Лісабонський патріархат
Бразька архідіоцезія
Еворська архідіоцезія

Ві́ла-Реа́льська діоце́зія (лат. Dioecesis Villaregalensis; порт. Diocese de Vila Real) — діоцезія (єпископство) Римо-Католицької Церкви у Португалії, з центром у місті Віла-Реал. Очолюється єпископом Віла-Реальським. Охоплює територію округу Віла-Реал. Площа — 4237 км². Суфраганна діоцезія Бразької архідіоцезії. Станом на 2014 рік поділялася на 264 парафій. Головний храм — Віла-Реальський собор святого Домініка. Створена 22 квітня 1922 року, за понтифікату римського папи Пія XI. Виокремлена зі складу Бразької архідіоцезії, а також діоцезій Брагансько-Мірандської та Ламегуської. Єпископ з 2011 року — Амандіу Жузе Тумаш. Інша назва — Віла-Реальське єпископство (порт. Bispado de Vila Real).